# Araneus minisculus
Espèce
Araneus minisculus est une espèce d'araignées aranéomorphes de la famille des Araneidae.

## Distribution
Cette espèce est endémique du Yunnan en Chine,. Elle se rencontre dans les xians de Mengla et de Menghai.

## Description
Le mâle holotype mesure 1,90 mm, les mâles mesurent de 1,80 à 1,90 mm.

## Systématique et taxinomie
Cette espèce a été décrite par Mi et Li en 2022.

## Publication originale
- Mi & Li, 2022 : « On eleven new species of the orb-weaver spider genus Araneus Clerck, 1757 (Araneae, Araneidae) from Xishuangbanna, Yunnan, China. » ZooKeys, vol. 1137, p. 75-108 (texte intégral).